# Frank Udvari
Frank Joseph Udvari, kanadski hokejski sodnik jugoslovanskih korenin, * 2. januar 1924, Jugoslavija, † 13. avgust 2014, London, Ontario, Kanada.
Udvari je deloval kot sodnik v ligi NHL v 50. in 60. letih 20. stoletja. Znan je po tem, da je sodil na tekmi, ki je prerasla v Richard Riot. 

## Kariera
Udvari je bil vzgojen v Kitchenerju. V mladosti je bil boljši bejzbolist kot hokejist, a vendar je ugotovil, da je bil poslan za hokejskega sodnika. Ko se leta 1948 na tekmi mladinskega moštva svojega rodnega kraja, ki ga je treniral, sodnik ni pojavil, je vzel piščalko in pošteno sodil tekmo. Po treh letih sodniškega dela v ligi OHA je že prejel povabilo v ligo NHL.
Med profesionalci je začel soditi leta 1951, sprva je sodil le na 12 tekmah in se počasi privajal na ligo. Že v svoji drugi sezoni pa je moral resneje zagrabiti za piščalko, saj je moral zapolniti vrzel za Georgesom Gravelom, ki je bil operiran na žolčnih kamnih in je bil izgubljen za celo sezono. Leto zanj ni bilo ugodno, saj mu je bilo dodeljenih veliko težkih tekem in pogosto so mu tekme uhajale iz rok, često pa so njegove odločitve obveljale za kontroverzne. Kljub temu pa so njegovi sodniški kolegi in predsednik lige Clarence Campbell stali za njim. V roku dveh do treh let je Udvari že postal eden najbolj cenjenih sodnikov lige.
Upokojil se je leta 1966 z le dvema izpuščenima tekmama za sabo, ki sta potekali tisti vikend, ko sta tako njegova žena kot oče zbolela. 1. avgusta 1966 je postal nadzornik sodnikov lige, nato je odprl mnogo hokejskih šol po celini in kasneje deloval tudi kot najvišji sodnik lige AHL.
Zunaj hokeja je Udvari deloval kot zavarovalni agent podjetja Ontario Government Insurance Board, saj je test za sprejem k njim opravil z nadpovprečnimi ocenami. Prav tako je bil lastnik golf igrišča na eni svojih nepremičnin. Njegov zadnji dosežek v športu se je zgodil 30. decembra 1978, ko je bil delegat NHL tekme med moštvoma New York Islanders in Atlanta Flames. Na začetku tekme je glavni sodnik Dave Newell utrpel hudo vreznino čeljusti in ni bil sposoben nadaljevati tekme, zato ga je zamenjal tedaj 64-letni Udvari. Ogrnil si je črtast pulover, si od Bryana Trottierja sposodil drsalke in pripeljal tekmo do konca. Na tekmi je dosodil le dve manjši kazni, vrhunec tekme zanj pa je bil, ko je razveljavil gol prav Trottierju.
Leta 1973 je bil sprejet v Hokejski hram slavnih lige NHL.